# Glifada (gmina)
Glifada (gr. Δήμος Γλυφάδας, Dimos Glifadas) – gmina w Grecji, w administracji zdecentralizowanej Attyka, w regionie Attyka, w jednostce regionalnej Ateny-Sektor Południowy. Siedzibą i jedyną miejscowością gminy jest Glifada. W 2011 roku liczyła 87 305 mieszkańców.